# Пантелејмон Кулиш
Пантелејмон Олександрович Кулиш (укр. Пантелеймон Олександрович Куліш; Вороњеж, 8. август 1819 — Мотроновка, 14. фебруар 1897) био је украјински писац, публициста и историчар, професор гимназије (Петроград и Кијев) и чиновник у канцеларији тулског губернатора. 

## Живот и рад
Литературну делатност је почео 1840. Од 1841. је учитељ у Луцку, Кијеву, Ровну и Петербургу. Због чланства у „Ћирило-Методијевском братству“ је ухапшен 1847. и послан на службу у Тулу. Након молбе за опрост казна му је укинута. 1850. је прешао у Петербург, а задње године живота је провео у Украјини. Његови ставови су се мењали, па је од либерала постепено дошао до конзервативизма, прослављајући царизам и национализам. Током времена СССР је стога оцењиван као антидемократски и реакционарни писац. Писао је на руском и украјинском језику. 
У алманаху «Киевлянин» су штампани његови «Малороссийские рассказы» на руском а у алманаху «Ластівка» (јез-рус. Ласточка, срп. Ластавица, 1841) — на украјинском језику. Као писац је еволуирао од романтизма до етнографског реализма. У дјелу «Михайло Чарнышенко, или Малороссия восемьдесят лет назад» (1843) он осуђује младеж. У поеми «Украина» (1843) он покушава да у стилу народне приче даде сву историју Украјине, али је дошао само до Богдана Хмељницког. У идили «Орися» (1844) је дат романтични поглед на украјински патријархални живот. 
Даље пише разне историјске романе и етнографска дјела: «Черная рада, хроника 1663 года» (1845—57), «Украинские народные предания» (1847), «Записки о Южной Руси». Основао је 1860. украјински алманах «Хата», а у Петербургу украјинску штампарију која је штампала дјела украјинских писаца. Извео је и реформу украјинског правописа која је постала основа даљих реформи доцније. Издао је буквар «Грама́тка» (1857, 1861). Затим излази збирка стихова «Рассвет» (укр. «Досвітни», 1862), па «Хуторная поэзия» (1882), «Колокол» (1893). Преводио је на украјински језик дјела Шекспира, Бајрона, Гетеа, Шилера, Пушкина и других. Написао је и историјско дјело «История воссоединения Руси» (1—3, 1874—77) гдје се бавио и улогом пољских освајања у историји Украјине. 
Академик
Дописни је члан Српског ученог друштва од фебруара 1869. Почасни је члан Српске краљевске академије од новембра 1892. 